# أشباح صديقات الماضي
أشباح صديقات الماضي (بالإنجليزية: Ghosts of Girlfriends Past)‏ هو فيلم كوميدي أُصدر في الولايات المتحدة سنة 2009. الفيلم من إخراج مارك ووترز، وهذا الفيلم من بطولة ماثيو ماكونهي وجينيفر غارنر وروبرت فوريستر وإيما ستون ومايكل دوغلاس.

## القصة
تدور أحداث الفيلم حول أعزب يتعرض لمطاردات أشباح صديقات الماضي في حفل زفاف شقيقه الأصغر.

## الميزانية والإيرادات
حقق أرباحا تقدر بـ 102,223,269 دولار.

## روابط خارجية
- أشباح صديقات الماضي على موقع IMDb (الإنجليزية)
- أشباح صديقات الماضي على موقع ميتاكريتيك (الإنجليزية)
- أشباح صديقات الماضي على موقع روتن توميتوز (الإنجليزية)
- أشباح صديقات الماضي على موقع نتفليكس (الإنجليزية)
- أشباح صديقات الماضي على موقع قاعدة بيانات الأفلام العربية
- أشباح صديقات الماضي على موقع ألو سيني (الفرنسية)
- أشباح صديقات الماضي على موقع Turner Classic Movies (الإنجليزية)
- أشباح صديقات الماضي على موقع أول موفي (الإنجليزية)
- أشباح صديقات الماضي على موقع بوكس أوفيس موجو (الإنجليزية)
- أشباح صديقات الماضي على موقع فيلمافينيتي (الإسبانية)